# Treffurt
Treffurt är en liten stad  i det tyska förbundslandet Thüringen. Den ligger vid floden Werra vid delstatens gräns mot Hessen.